# Rosanäbbad lärka
Rosanäbbad lärka (Spizocorys conirostris) är en afrikansk fågel i familjen lärkor inom ordningen tättingar.

## Utseende och läte
Rosanäbbad lärka är en liten och kompakt lärka med tydligt tecknat ansikte och en liten och skär, konformad näbb. Fjäderdräkten varierar från beigebrun i sydost till gräddgrå i nordväst. Liknande herdelärkan är till skillnad från rosanäbbad lärka diffust streckad på flankerna. Bland lätena hörs enkla, upprepade och drillande "trrrt-trrt-trrt-trrt".

## Utbredning och systematik
Rosanäbbad lärka delas in i sex underarter med följande utbredning:
- Spizocorys conirostris damarensis – nordvästra Namibia (Swakop River till Ovamboland)
- Spizocorys conirostris barlowi – södra Namibia till södra Botswana och nordvästra Kapprovinsen
- Spizocorys conirostris harti – sydvästra Zambia (Matabele Plain)
- Spizocorys conirostris makawai – sydvästligaste Zambia (Liuwa och Mutalaslätten)
- Spizocorys conirostris crypta – nordöstra Botswana (Makgadikgadi Pan)
- Spizocorys conirostris conirostris – Sydafrika och nordvästra Lesotho

Vilka arter rosanäbbad lärka står närmast skiljer sig mellan studier. Alström m.fl. 2013 visar att den är närmast släkt med svartmaskad lärka och herdelärka, medan studier från Alström m.fl. 2023 lyfter fram svartmaskad lärka som dess närmaste släkting, därefer damaralärka.

## Levnadssätt
Rosanäbbad lärka hittas i fuktiga gräsmarker i öst och uppträder nomadiskt i karroo och Kalahari. Den uppträder i par eller smågrupper. Fågeln födosöker efter frön på marken.

## Status
Arten har ett stort utbredningsområde och beskrivs som lokalt vanlig i söder, men allt mer sporadisk i norr. Världspopulationen tros därför vara på minskande. Internationella naturvårdsunionen IUCN kategoriserar ändå arten som livskraftig.